# Катастрофа Ил-18 под Казанью
Катастрофа Ил-18 под Казанью — крупная авиационная катастрофа, произошедшая в четверг 4 апреля 1963 года в Татарской АССР в окрестностях Казани. Авиалайнер Ил-18В Красноярского ОАО авиакомпании «Аэрофлот» выполнял плановый внутренний рейс SU-025 по маршруту Москва — Красноярск, но через 1 час и 18 минут после вылета из Московского аэропорта Шереметьево лайнер рухнул на заснеженное поле недалеко от села Урахча и полностью разрушился. Погибли все 67 человек на борту самолёта — 59 пассажиров и 8 членов экипажа.
На 2024 год это крупнейшая авиационная катастрофа в Татарстане.

## Самолёт
Ил-18В с бортовым номером 75866 (заводской — 183005901, серийный — 059-01) был выпущен заводом ММЗ «Знамя Труда» 26 февраля 1963 года и к 2 марта передан Главному управлению гражданского воздушного флота, которое направило его в 126-й (Красноярский) авиаотряд Красноярского территориального управления гражданского воздушного флота. На момент катастрофы авиалайнер имел лишь 154 часа налёта и 68 посадок.

## Экипаж и пассажиры

### Экипаж
Ил-18 управлял экипаж из 126-го авиаотряда, состав которого был:
- Командир воздушного судна (КВС) — Анатолий Николаевич Хилов

- Второй пилот — Пётр Николаевич Красько

- Штурман — Анатолий Степанович Маркашев

- Бортмеханик — Виктор Николаевич Никитин

- Бортрадист — Владимир Александрович Бахов

В салоне авиалайнера работали 3 стюардессы:
- Валентина Валентиновна Позднякова

- Валентина Ивановна Бочкарёва-Макитова

- Людмила Дмитриевна Никоненко

### Пассажиры
На борту находилось 59 пассажиров, в том числе шахматист и мастер спорта СССР Игорь Георгиевич Рубель.

## Хронология событий
В 03:12 МСК рейс 25 вылетел из московского аэропорта Шереметьево, его выполнял Ил-18В борт СССР-75866, который выполнял рейс из Москвы в Красноярск. После набора высоты занял эшелон 6000 метров. На его борту находились 59 пассажиров.
В течение полёта экипаж запрашивал разрешение подняться до эшелона 8000 метров, но ему поначалу было отказано, так как на данном эшелоне по данному воздушному коридору (курс 62°) в попутном направлении летел Ту-104 борт СССР-42418. Когда в 04:15 с Ту-104 доложили о пролёте Канаша, то расстояние между ним и Ил-18 составляло уже 40—50 километров. В связи с этим, в 04:22 диспетчер дал экипажу Ил-18 разрешение подняться до эшелона 8000 метров. Экипаж подтвердил получение информации, а в 04:26 доложил о пролёте Лаишево на высоте 7500 метров и наборе высоты 8000 по направлению на Мамадыш. После этого экипаж на связь не выходил и на вызов в 04:30 не ответил.

### Активация реверса
Небо было затянуто облаками с нижней границей 200—300 метров и с верхней 7500 метров, видимость составляла 6—8 километров и дул южный ветер. Самолёт на скорости 650 км/ч проходил высоту 7800 метров, когда на одном из правых двигателей лопасти винта развернуло так, что тот начал создавать обратную тягу. Возник разворачивающий момент, заставляющий самолёт входить в большие углы крена и рыскания, что сильно осложняло пилотирование. В сложившейся ситуации у экипажа не было времени определить, у какого из двигателей произошёл сбой, поэтому были зафлюгированы оба правых двигателя (№ 3 и 4). Потеряв тягу, авиалайнер снизился в облака и на большой скорости понёсся к земле. От высоких аэродинамических нагрузок правый и левый элероны оторвало. Из-за того, что падение происходило в облаках, экипаж был дезориентирован и не мог выровнять авиалайнер.

### Катастрофа
Наконец на высоте 200—300 метров Ил-18 вышел из облаков и пилоты смогли на высоте 150—200 метров от земли устранить крен. Однако из-за высокой вертикальной скорости им не хватило высоты, чтобы вывести самолёт из снижения. В 04:30 МСК на ориентировочной скорости 500—600 км/ч летящий по курсу 75° Ил-18 в полётной конфигурации без крена и с небольшим углом пикирования ударился о заснеженное поле в 1 км от деревни Николаевка (ныне заброшена) и в 4 км от села Урахча Пестречинского района (ныне Рыбно-Слободский район) Татарской АССР в 54,5 километрах восточнее Лаишево и в 82 километрах юго-восточнее Казани. Двигатели при ударе отлетели на 600 метров. Поднявшись в воздух, самолёт пролетел ещё 800 метров, врезался в землю и полностью разрушился. Все 67 человек на борту погибли. Среди погибших был шахматист, мастер спорта Игорь Рубель.

## Причины
По заключению комиссии, наиболее вероятно, что обратная тяга на правом крыле возникла из-за нарушения в работе системы регулирования двигатель-винт в силовой установке № 4 (крайний правый). Данное нарушение, как показали лабораторные исследования, было вызвано дефектом маслоуплотнительного резинового кольца на маслопереходнике винта, который в свою очередь был вызван недостатком сборки воздушного винта АВ-68И на заводе-изготовителе. В итоге произошёл отказ центрального фиксатора шага, причём этот дефект можно было обнаружить лишь разобрав винт и проверив его на дефекты в ремонтной станции, так как в полёте и на земле его не выявить. В данном же полёте это привело к заеданию золотника регулятора оборотов (Р-68Д) в нижнем положении, то есть винт начал работать в режиме реверса.